# Mitja Šivic
Mitja Šivic (* 1. Oktober 1979 in Brezje, SR Slowenien) ist ein ehemaliger slowenischer Eishockeyspieler und heutiger Trainer, der vielfacher slowenischer Meister wurde, aber auch in Frankreich große Erfolge feierte.

## Karriere
Mitja Šivic (Schiwitz) begann seine Karriere als Eishockeyspieler bei HDD Olimpija Ljubljana, für das er in der Saison 1997/98 sein Debüt in der Slowenischen Eishockeyliga gab und mit dem er in seiner ersten Spielzeit im professionellen Eishockey auf Anhieb Slowenischer Meister wurde. Nach einem Jahr beim HK Sportina Bled aus der Alpenliga kehrte der Angreifer zu Olimpija Ljubljana zurück, mit dem er in den folgenden drei Jahren jeweils erneut den slowenischen Meistertitel gewann. In der Saison 2002/03 stand Šivic zunächst für THK Twer aus der zweiten russischen Spielklasse, der Wysschaja Liga, auf dem Eis, ehe er für die Playoffs zu Ljubljana zurückkehrte, mit dem er zum vierten Mal in Folge den Meistertitel holte.
Nach einer weiteren Meisterschaft spielte Šivic in der Saison 2004/05 erneut in der Wysschaja Liga, in der er für Kristall Saratow aktiv war. Zudem bestritt er in dieser Saison vier Spiele für den HK Keramin Minsk aus der belarussischen Extraliga und schließlich 13 Spiele für Olimpija Ljubljana, für das er bereits zum vierten Mal in seiner Karriere spielte. In Ljubljana blieb der Center noch zwei Jahre, ehe nach dem Meistertitel 2007 – seinem siebten mit Ljubljana insgesamt – von den Diables Rouges de Briançon aus der französischen Ligue Magnus verpflichtet wurde. Mit Briançon wurde Šivic Vize-Meister und erreichte das Finale um die Coupe de la Ligue.
Im Sommer 2008 wurde der langjährige slowenische Nationalspieler schließlich von den Brûleurs de Loups de Grenoble verpflichtet, mit denen er 2008 und 2009 die Trophée des Champions sowie 2009 und 2011 die Coupe de la Ligue gewann. Zudem wurde er mit Grenoble in der Saison 2008/09 Französischer Meister und gewann in dieser Spielzeit mit seiner Mannschaft den nationalen Pokalwettbewerb, die Coupe de France. Nach vier Jahren in Grenoble kehrte er im Sommer 2012 zu den Diables Rouges de Briançon zurück, mit denen er 2013 französischer Pokalsieger wurde. Anschließend spielte er erneut zwei Jahre in Grenoble und gewann mit den Brûleurs de Loups 2015 ein weiteres Mal den Ligapokal. Schließlich ließ er in der Spielzeit 2015/16 seine Karriere beim Lyon Hockey Club, wo er allerdings nur noch zu einem einzigen Einsatz kam.

### International
Für Slowenien nahm Šivic im Juniorenbereich an der U18-Junioren-C-Europameisterschaft 1996, der U18-Junioren-B-Europameisterschaft 1997 sowie der U20-Junioren-C-Weltmeisterschaft 1999 teil. Im Seniorenbereich stand er im Aufgebot seines Landes bei der B-Weltmeisterschaft 2000 und nach Umstellung auf das heutige Divisionensystem bei den Weltmeisterschaften der Division I 2009, als er gemeinsam mit dem Japaner Takeshi Saitō und dem Kasachen Jewgeni Rymarew Torschützenkönig des Turniers war, und 2010 sowie bei den Weltmeisterschaften der Top-Division 2003, 2005, 2006 und 2011.

### Trainerlaufbahn
Im Januar 2016 übernahm Šivic das Traineramt beim abstiegsbedrohten Lyon Hockey Club vom zuvor entlassenen François Dusseau. Obwohl er den Klassenerhalt in der Ligue Magnus nicht verhindern konnte, wurde sein Vertrag verlängert und er betreut das Team aus dem Südosten Frankreichs nun als Cheftrainer in der zweitklassigen Division 1.

## Erfolge und Auszeichnungen
| - 1998 Slowenischer Meister mit HDD Olimpija Ljubljana - 2000 Slowenischer Meister mit HDD Olimpija Ljubljana - 2001 Slowenischer Meister mit HDD Olimpija Ljubljana - 2002 Slowenischer Meister mit HDD Olimpija Ljubljana - 2003 Slowenischer Meister mit HDD Olimpija Ljubljana - 2004 Slowenischer Meister mit HDD Olimpija Ljubljana - 2007 Slowenischer Meister mit HDD Olimpija Ljubljana - 2008 Französischer Vizemeister mit Briançon | - 2008 Trophée des Champions mit Grenoble - 2009 Französischer Meister mit Grenoble - 2009 Coupe de la Ligue mit Grenoble - 2009 Coupe de France mit Grenoble - 2009 Trophée des Champions mit Grenoble - 2011 Coupe de la Ligue mit Grenoble - 2013 Coupe de France mit Briançon - 2015 Coupe de la Ligue mit Grenoble |

### International
- 2009 Bester Torschütze der Weltmeisterschaft der Division I, Gruppe A
- 2010 Aufstieg in die Top-Division bei der Weltmeisterschaft der Division I
- 2010 Beste Plus/Minus-Bilanz der Weltmeisterschaft der Division I, Gruppe B

## Statistik
(Stand: Ende der Saison 2015/16)